# Józef Antoni Golejewski
Józef Antoni Golejewski (zm. 15 stycznia 1790 roku) – brygadier i komendant 3 Brygady Kawalerii Narodowej w latach 1789–1790.